# Genthin
Genthin är en stad i Landkreis Jerichower Land i förbundslandet Sachsen-Anhalt i Tyskland belägen cirka 25 km väster om Brandenburg an der Havel och cirka 80 km väster om Berlin. Genom staden flyter Elbe-Havelkanalen.

## Näringsliv
I Genthin har företagskoncernen Henkel en fabrik för tvättmedelstillverkning under namnet "Spee".

## Kommunikationer
I staden korsas den öst-västliga förbundsvägen B1 med den nord-sydliga B107. Närmaste påfarter till den öst-västliga motorvägen A2 finns vid Burg bei Magdeburg, Ziesar och Brandenburg an der Havel.
Genthin har en järnvägsstation på linjen Berlin–Magdeburg. Stationen trafikeras av regionalexpresståg på linjen Magdeburg – Brandenburg an der Havel – Potsdam – Berlin – Frankfurt (Oder) – (Eisenhüttenstadt – Cottbus) i entimmestrafik, samt enstaka regionaltåg till Magdeburg. Genthin är också station för Harz-Berlinexpressen (Ilsenburg / Thale – Halberstadt – Magdeburg – Potsdam – Berlin).
Regionalbussförbindelse finns i riktning mot Tangermünde via Jerichow.

## Kända personer

### Hedersmedborgare
Otto von Bismarck, förbundskansler och rikskansler, blev officiellt hedersmedborgare i Genthin.

### Födda i Genthin
- Jan Christ (född 1934), författare.
- Bernd Dittert (född 1961), tävlingscyklist.
- Norbert Dürpisch (född 1952), tävlingscyklist och tränare.
- Edlef Köppen (1893–1939), författare och radioproducent.
- Walter Model (1891–1945), generalfältmarskalk i Wehrmacht.